# Akaflieg Darmstadt D 28
Die Akaflieg Darmstadt D 28 Windspiel ist ein deutsches experimentelles Segelflugzeug aus den 1930er Jahren.

## Entwicklung
Die D 28 wurde ab 1932 an der TH Darmstadt als Versuchsflugzeug zur Erforschung des thermischen Segelfluges entwickelt. Für den Entwurf zeichneten Rüdiger Kosin (für den Rumpf) und Riclef Schomerus (für Tragfläche und Leitwerk) verantwortlich. Um die bei schwachem Aufwind vorteilhafte große Wendigkeit zu erzielen, wurde die Spannweite auf zwölf Meter begrenzt und das Flugzeug möglichst gewichtssparend ausgeführt. So besaß die Beplankung der Flügelnase lediglich eine Dicke von einem Millimeter, Rippen und Spanten wurden weitestmöglich ausgefräst und auf einen Hilfsholm gänzlich verzichtet. Der Hauptholm wurde auf ein Lastvielfaches von 4 g ausgelegt. Das verwendete feinfaserige Fichtenholz wurde einer genauen Prüfung unterworfen, die Beschläge aus Duraluminium angefertigt und statt Baumwolle oder Leinen wurde Seide als Bespannstoff verwendet. Selbst überstehende Leimreste an den Klebefugen wurden entfernt. Das solcherart in über 7000 Arbeitsstunden hergestellte Flugzeug wog lediglich 54 kg; davon entfielen 27 kg auf die Tragfläche, 17 kg auf den Rumpf, 6 kg auf das Leitwerk und 4 kg auf die Ausrüstung.
Ab dem 3. Juli 1933 wurde die D 28 von Hans Fischer eingeflogen und erprobt; dabei zeigte sich, dass die angestrebte Wendigkeit erreicht worden war, denn das Flugzeug war imstande, eine Vollkurve bei einer Querneigung von 25° mit einem Radius von lediglich 80 m zu fliegen. Im Monat darauf startete Fischer beim vom 6. bis zum 20. August 1933 stattfindenden XIV. Rhön-Segelflugwettbewerb und erzielte am 19. mit 45,9 km die beste Tagesstreckenweite. Kosin und Schomerus erhielten zum Abschluss eine Prämie im Konstruktionswettbewerb für den besten Bau; dazu kamen der Preis des hessischen Ministerpräsidenten, der Preis des DLV und weitere Auszeichnungen. Im Folgenden machte sich Fischer immer besser mit dem Windspiel vertraut, trainierte den Streckenflug und erflog mit dem Typ ein komplettes Kunstflugprogramm. Im Jahr darauf stellte er mit dem Windspiel am 6. Juni 1934 einen von der FAI anerkannten Streckenweltrekord von 240 km von Griesheim nach Montmédy in Frankreich auf. Beim XV. Rhönwettbewerb erreichte er am 26. Juli 1934 immerhin 212,5 km und erhielt in der Abschlusswertung je einen Preis für die Gesamtflugdauer und die größte Streckensumme. Im März 1935 folgte ein 140-km-Zielflug von Darmstadt nach Saarbrücken.
Im Jahr 1935 wurde die auf dem Flugplatz Darmstadt abgestellte D 28 von einem falsch landenden Motorflugzeug gerammt und schwer beschädigt. Daraufhin wurde 1936 ein zweites Flugzeug als D 28 b aufgelegt, das allerdings knapp 20 kg schwerer ausfiel als sein Vorgänger. Mit ihm wurden 1937 auf einer 240-km-Strecke die Alpen überquert und es fand bei der deutschen Sahara-Segelflugexpedition von 1939 Verwendung. 1943 wurden mit dem Flugzeug durch Hans Zacher erstmals genaue Leistungsparameter erflogen und dokumentiert. Sie dürften denen des ersten Windspiels in etwa geähnelt haben. Die Spur der D 28 b verliert sich 1945 in den letzten Tagen des Zweiten Weltkrieges.

## Aufbau
Das Windspiel ist ein freitragender Hochdecker in Holzbauweise mit einem röhrenförmigen Sperrholz-Schalenrumpf mit Formspanten. Zum Einstieg ist die Zelluloid-Kabinenhaube zusammen mit dem oberen Rumpf abnehmbar gestaltet; der Sitz des Flugzeugführers befindet sich unter dem vorderen Tragflächenmittelstück. Im Kabinenbereich ist die Sperrholzverkleidung in Wickeltechnik aufgebracht. Die einteilige, einholmige Tragfläche mit trapezförmigem Umriss und einer Tiefe von 1,40 m an der Wurzel besteht aus einem stoffbespannten Holzgerippe mit verwindungssteifer hölzerner Vorderkante und ist ebenfalls mit Stoff bespannt. Die Querruder verlaufen über die gesamte Spannweite und fungieren gleichzeitig als Wölbklappen. Das Flugzeug besitzt ein hölzernes Leitwerk mit sperrholzbeplankter Höhen- und Seitenflosse und stoffbespannten Höhen- und Seitenrudern. Als Fahrwerk dient der D 28 einen Eschenholzkufe unter dem Rumpf.

## Technische Daten
| Kenngröße             | Daten (D 28)         | Daten (D 28 b)            |
| --------------------- | -------------------- | ------------------------- |
| Besatzung             | 1                    | 1                         |
| Spannweite            | 12,00 m              | 12,00 m (1,20 m geklappt) |
| Länge                 | 5,95 m               | 5,98 m (12,50 m geklappt) |
| Höhe                  |                      | 1,07 m (1,45 m geklappt)  |
| Flügelfläche          | 11,40 m²             | 11,40 m²                  |
| Flügelstreckung       | 12,63                | 12,63                     |
| Flächenbelastung      | 11,3 kg/m²           | 13,30 kg/m²               |
| Klafterbelastung      |                      | 1,055 kg/m²               |
| Leermasse = Rüstmasse | 54 kg                | 72 kg                     |
| Zuladung              | 80 kg                | 80 kg                     |
| Startmasse            | 129 kg               | 152 kg                    |
| Profil                | Göttingen Gö 535     | Göttingen Gö 535          |
| Gleitzahl             | 23,5 bei 60,5 km/h   | 23 bei 56 km/h            |
| Geringstes Sinken     | 0,66 m/s bei 52 km/h | 0,58 m/s bei 48 km/h      |